# Pomník T. G. Masaryka (Praha, Hradčany)
Pomník Tomáše Garrigue Masaryka stojí na Hradčanském náměstí na Hradčanech v Praze poblíž Salmovského paláce v městské části Praha 1.

## Historie

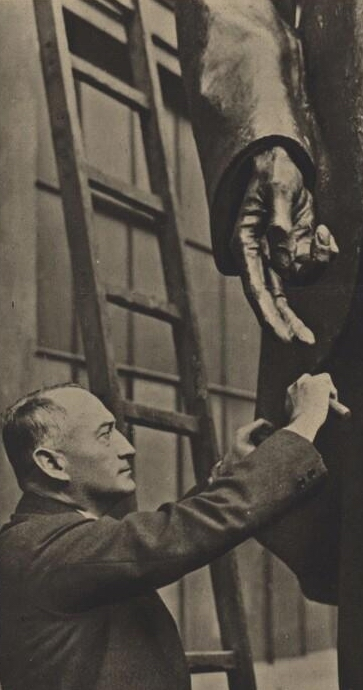
Otakar Španiel při práci na pomníku (Pestrý týden, 1928)

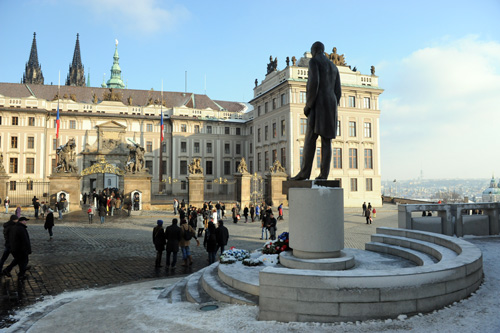
Pomník Tomáše Garrigue Masaryka u Pražského hradu

Na severovýchodním nároží Salmovského paláce byla 7. března 2000 při příležitosti 150. výročí narození T. G. Masaryka odhalena jeho bronzová socha. Byla sponzorována Nadací pro postavení pomníku T. G. M. v Praze Masarykova demokratického hnutí, které bylo v roce 1989 založeno Alexandrem Dubčekem a Václavem Havlem. Sochu v nadživotní velikosti vytvořili akademičtí sochaři Josef Vajce a Jan Bartoš podle původního díla sochaře Otakara Španiela z roku 1931, které je umístěno v Pantheonu Národního muzea v Praze. Shodná socha byla odhalena 21. 10. 1928 v Pardubicích a je zde znovu instalována.

## Význam pomníku
Od roku 1935 (kdy T. G. Masaryk 14. prosince abdikoval) vznikaly návrhy na vhodné umístění jeho pražského pomníku. Přesto jde o vůbec první trvalou realizací sochy prvního československého prezidenta na území Velké Prahy stojící na veřejném prostranství (busta T. G. M. Vincence Makovského, která byla umístěna již za první republiky na Náměstí Prezidenta Masaryka, stojí na sloupu v Praze 4 – Kunraticích). Masarykův pomník (s bronzovou sochou T. G. Masaryka Vincence Makovského pro Bystřici nad Pernštejnem) s podstavcem v Preclíkově úpravě byl v roce 1990 dočasně postaven v ose Václavského náměstí a pěší zóny v Praze „Na můstku“, u příležitosti více než půlroční výstavy k výročí vítězství demokracie v Československu (výstava se konala v ulici Na Příkopech a v paláci „U Hybernů“).

## Pomník TGM z Parlamentu
Mramorová socha T. G. Masaryka (dílo Jana Štursy z let 1920–22), stojící od roku 1990 nad schodištěm z Plečnikovy sloupové síně do sálu Rotmayerova uvnitř Pražského hradu, před vchodem do Španělského sálu, stávala za První republiky v tehdejším sídle československého parlamentu (dnes Dvořákově síni Rudolfina). Tam byla též svědkem poslední, čtvrté volby T. G. Masaryka prezidentem Republiky československé, dne 24. května 1934 přenášené přímým přenosem Československým rozhlasem, včetně památného Masarykova slibu.

## Umístění
Velkorysé prvorepublikové plány vnějšího pomníku T. G. Masaryka počítaly s umístěním na Letenské pláni v ose Čechova mostu, po druhé světové válce byl navržen Újezd, kde byl dokonce v roce 1946 slavnostně položen a zbudován základní kámen ve tvaru mramorového stolce, ještě v roce 1968 stojící nad tramvajovou zastávkou u Malostranské sokolovny (která má uvnitř krásnou bronzovou desku, upomínající na Masarykovo členství v Malostranském Sokole). S Újezdem a vysokou stélou za Masarykovým pomníkem v ose Vítězné ulice bylo počítáno i v projektu z roku 1968 (viz časopis Nová Praha, srpen 1968 ). Úsilí Masarykova demokratického hnutí, které se snažilo o postavení pomníku od roku 1989, vyústilo právě v tuto realizaci na Hradčanech.
Než bylo rozhodnuto o umístění tohoto pomníku na Hradčanech, byl model sochy (nikoliv Španielovy, ale Vincence Makovského, umístěné tehdy v zámku na Zbraslavi) postaven na pěti dalších místech v Praze (Újezd, Sněmovní ulice, náměstí Jana Palacha, Klárov, Národní divadlo - Masarykovo nábřeží). Byl vyzkoušen také v protějším rohu Hradčanského náměstí vedle Arcibiskupského paláce. K usnadnění rozhodnutí o umístění na jednom z těchto různých mist byla uspořádána anketa. V této fázi řešení již nebylo uvažováno umístění v prostorách hradních nádvoří ani zahrad Pražského hradu. Za daných podmínek optimální umístění bylo poté realizováno podle sochy Otakara Španiela. Pro pomník bylo zvoleno místo na Hradčanském náměstí před Salmovským palácem. Na místě pomníku byl v roce 1929 umístěn model pomníku Přemysla Oráče s pluhem, který byl v místě plánován z iniciativy agrárníků. Pomník ale nebyl zrealizován z důvodu odporu veřejnosti včetně prezidenta Masaryka, který pomník odmítal z estetických důvodů.

## Popis
Socha je vysoká 3 metry a váží okolo 555 kilogramů. Stojí na kruhovém žulovém podstavci s bronzovým nápisem TGM s malou trikolórou a je dvojnásobnou zvětšeninou původního Španielova modelu (1,3krát větší, než je Masarykova socha v Pantheonu).
Projektové řešení (včetně úprav kamenného zábradlí, balustrády, vyhlídky a schodiště) provedl architekt Jiří Rathouský.
Z iniciativy a nákladem Masarykova demokratického hnutí byla později v ose Španielova pomníku na schodišti pod nápisem TGM instalována bronzová deska s nápisem „Tomáš G. Masaryk (7. 3. 1850 – 14. 9. 1937) zakladatel a první prezident Československé republiky“.

## Slavnostní odhalení
Slavnostního odhalení dne 7. března 2000 se účastnil prezident Václav Havel, americká ministryně zahraničí Madeleine Albrightová, primas český Miloslav kardinál Vlk a další významní hosté. Hradčanské náměstí bylo zcela zaplněno. Po projevech k výročí narození T. G. Masaryka o jeho významu, provedl slavnostní odhalení osobně tehdejší prezident České republiky Václav Havel. V tento den byla na blízkém Pražském hradě rovněž otevřena výstava o životě a díle T. G. Masaryka ve Starém královském paláci a hradní pošta razítkovala příležitostné poštovní známky vydané k tomuto výročí až do pozdních večerních hodin. 

## Duplikáty ve světě
Duplikáty této sochy byly převezeny do Mexika pro osazení v centru kruhového objezdu na hlavní třídě Mexico City, která nese Masarykovo jméno (Avenida Presidente Masaryk), a také do Washingtonu pro odhalení v parku T. G. M. poblíž řeky Potomac a Kapitolu (ve Washingtonu stojí původní realizace sochy Masarykovy, dílo Vincence Makovského, které bylo před rokem 2000 původně uvažováno i pro pomník v Praze – mírně skloněný prezident s listinou – zřejmě Washingtonskou deklarací – v rukou, obdobná realizace byla v devadesátých letech 20. století odhalena na Masarykově třídě v Olomouci).